# Euploca procumbens
Euploca procumbens är en strävbladig växtart som först beskrevs av Philip Miller, och fick sitt nu gällande namn av Diane och Hilger. Euploca procumbens ingår i släktet Euploca och familjen strävbladiga växter. Utöver nominatformen finns också underarten E. p. depressum.